# Kiara Bisaro
Kiara Bisaro (ur. 12 listopada 1975 w Tofino) – kanadyjska kolarka górska, złota medalistka mistrzostw świata.

## Kariera
Największy sukces w karierze Kiara Bisaro osiągnęła w 2004 roku, kiedy Kanadyjczycy w składzie: Geoff Kabush, Max Plaxton, Kiara Bisaro i Raphaël Gagné zdobyli złoty medal w sztafecie cross-country podczas mistrzostw świata w Les Gets. Był to jedyny medal wywalczony przez Bisaro na międzynarodowej imprezie tej rangi. W tym samym roku wystąpiła także na igrzyskach olimpijskich w Atenach, gdzie rywalizację w cross-country ukończyła na piętnastej pozycji. Na rozgrywanych dwa lata później igrzyskach Wspólnoty Narodów w Melbourne zdobyła indywidualnie brązowy medal w cross-country. Ponadto trzykrotnie była trzecia na mistrzostwach Kanady: w 2005, 2006 i 2007 roku.